# Aspire Zone

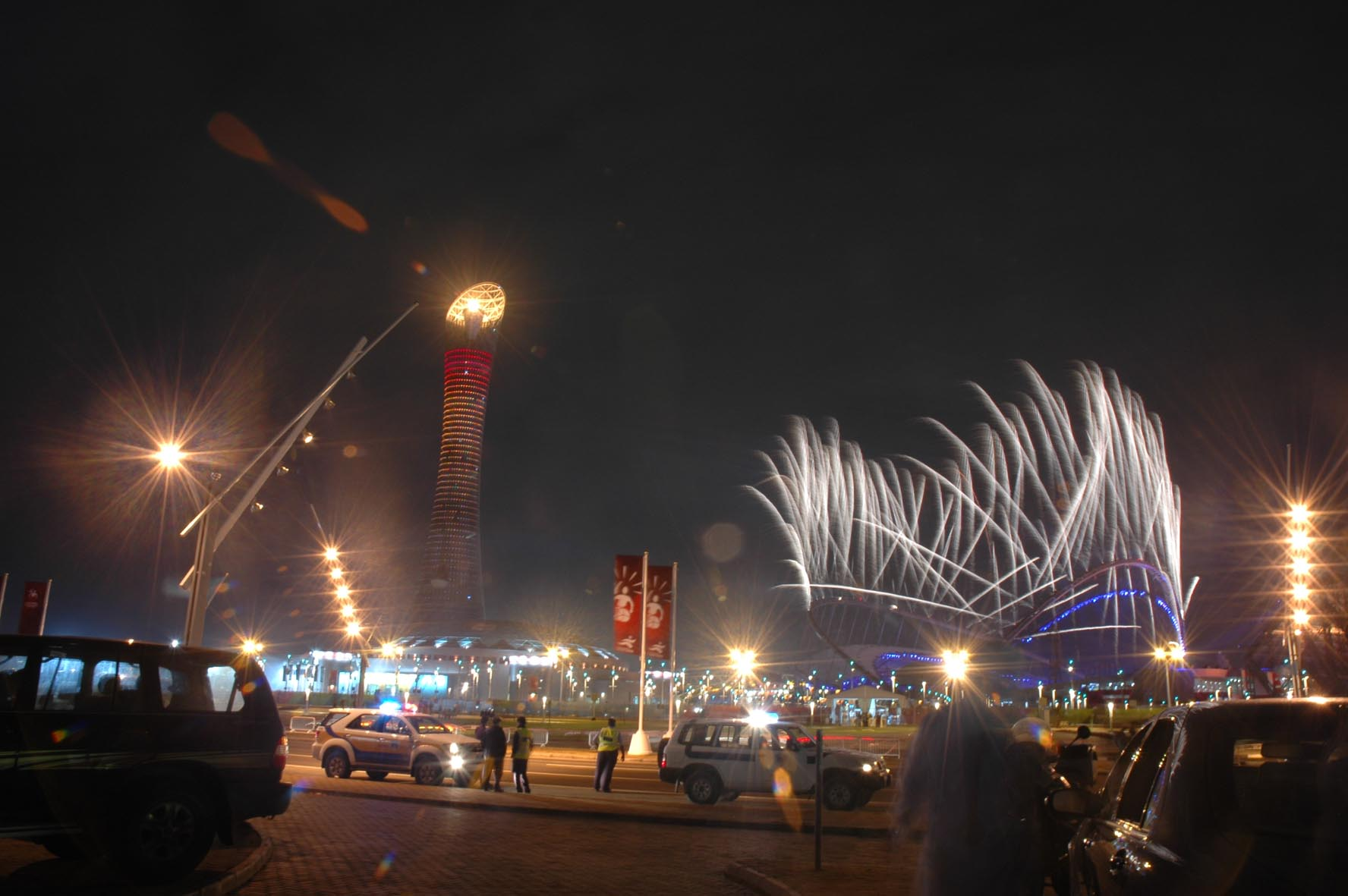
Veduta del complesso sportivo durante la cerimonia di apertura dei Giochi asiatici 2006

L'Aspire Zone, nota anche come Doha Sports City, è un complesso sportivo di 2,5 km2 situato nel distretto di Al Waab a Doha, in Qatar.
Destinato a ospitare eventi sportivi internazionali, è stato inaugurato nel 2003 e l'anno successivo è stata aperta al suo interno l'Aspire Academy allo scopo di formare giovani talenti sportivi in Qatar. Il complesso contiene diversi impianti sportivi, la maggior parte dei quali sono stati costruiti per ospitare i Giochi asiatici 2006.
All'interno dell'Aspire Zone sorgono l'Aspire Tower, l'edificio più alto costruito in Qatar, e un centro commerciale molto popolare nella regione.

## Impianti sportivi
All'interno dell'Aspire Zone sorgono i seguenti impianti sportivi:
- Stadio Internazionale Khalifa, stadio dalla capacità di 50.000 posti che ha ospitato alcune partite del campionato mondiale di calcio 2022.
- Al-Khor Stadium, stadio dalla capacità di 60.000 posti costruito in occasione del campionato mondiale di calcio 2022.
- Hamad Aquatic Centre, piscina olimpica.
- Aspire Dome, il più esteso impianto sportivo coperto al mondo in grado di ospitare simultaneamente 13 differenti eventi sportivi.[5]

## Aspetar
L'Aspetar è un ospedale specializzato in ortopedia e medicina sportiva costruito all'interno dell'Aspire Zone. È entrato in funzione nel 2007, rappresentando il primo ospedale di medicina sportiva esistente nella regione del Medio Oriente. Accreditato dalla FIFA come centro medico di eccellenza nel 2009, l'ospedale pubblica una rivista chiamata Aspetar Sports Medicine Journal.